# Protopolybia holoxantha
Protopolybia holoxantha är en getingart som först beskrevs av Adolpho Ducke 1904.  Protopolybia holoxantha ingår i släktet Protopolybia och familjen getingar. Inga underarter finns listade i Catalogue of Life.